# Illa Sant Climent

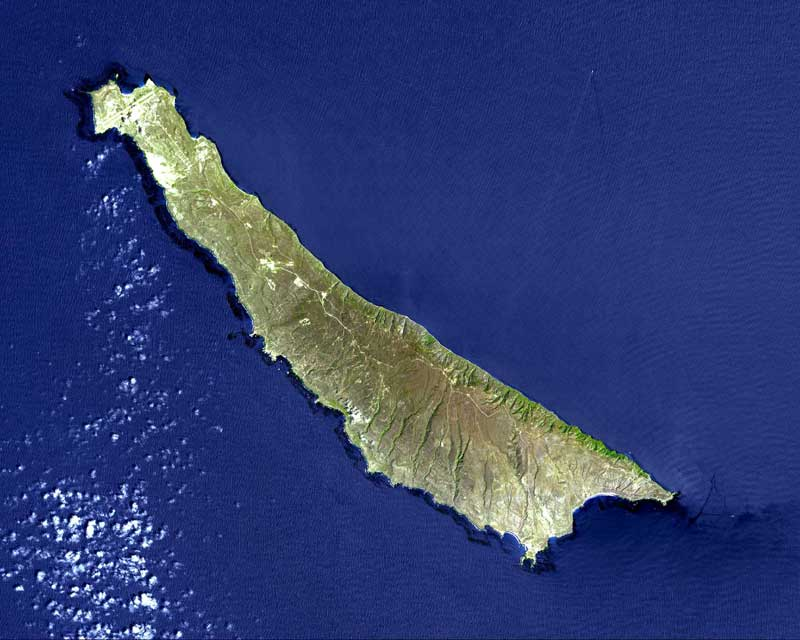
Imatge de satèl·lit de l'Illa Sant Climent

Illa Sant Climent és la més meridional de les illes del Illes Santa Bàrbara de Califòrnia. Propietat i operada per la Marina dels Estats Units d'Amèrica, i forma part del Comtat de Los Angeles. Definida per l'Oficina del Cens dels Estats Units com el Bloc 2 del grup Censal 5991 del Comtat de Los Angeles (Califòrnia), té 21 milles nàutiques (39 quilòmetres) de llarg i té una superfície de 147,13 quilòmetres quadrats (56, 81 milles quadrades). L'illa està deshabitada oficialment segons el cens dels EUA l'any 2000. La ciutat de Sant Climent al Comtat d'Orange (Califòrnia), deu el seu nom a l'illa.
El primer europeu a albirar les illes va ser el portuguès Juan Rodríguez Cabrillo en 1542, qui la va cridar Victòria. El seu nom va ser canviat per l'explorador espanyol Sebastián Vizcaíno, qui la va visitar el 23 de novembre 1602 el dia de Sant Climent.
| Illes Santa Bàrbara                                                                                            |
| --- |
| Anacapa · Sant Climent · Sant Miquel · Sant Nicolau · Santa Bàrbara · Santa Catalina · Santa Cruz · Santa Rosa |